# Sarvadaman Chowla
Sarvadaman Chowla (hindi: सर्वदमन चावला)  (Londres, 22 d'octubre de 1907 - Laramie, 10 de desembre de 1995), també conegut com Sarvadaman Chawla, va ser un matemàtic indi emigrat als Estats Units.

## Vida i Obra
Chowla va néixer a Londres quan el seu pare, Gopal S. Chowla, seguia estudis de postgrau a Cambridge. Poc després van tornar a Lahore (avui Pakistan, però aleshores Raj Britànic) on el seu pare era professor de matemàtiques al Government College. Chowla va fer tots els seus estudis a Lahore i es va graduar en matemàtiques el 1929 al Government College. A continuació a fer estudis a la universitat de Cambridge, en la qual va obtenir el doctorat el 1931 sota la direcció de John Edensor Littlewood. Va retronar a l'Índia on va ser successivament professor del St. Stephen's College (Delhi), de la Universitat Hindú de Benarés i de la Universitat d'Andhra, fins que el 1936 va ser nomenat professor de la mateixa institució que ho havia sigut el seu pare: el Government College de Lahore. El 1947, en consumar-se la partició del Raj Britànic entre el Pakistan musulmà i l'Índia hinduista, va abandonar Lahore, que havi quedat al costat musulmà, per anar a Delhi i, immediatament, als Estats Units. Als Estats Units va ser professor a l'institut d'Estudis Avançats de Princeton (1948-1949), a la Universitat de Kansas (1949-1952), a la Universitat de Colorado a Boulder (1952-1963) i a la Universitat Estatal de Pennsilvània fins que es va retirar el 1976.
Chowla va publicar més de 250 articles científics, la majoria dels quals en teoria de nombres. En el primer període de la seva vida acadèmica, influït per Ramanujan, es va interessar per l'estudi de les funcions el·líptiques. En una segona etapa, encara a l'Índia, va treballar sobre la funció zeta de Riemann i la hipòtesi de Riemann. I en la seva etapa americana, en estar en contacte amb altres grans matemàtics, es va interessar per diversos camps de la teoria de nombres: equacions diofàntiques, problema de Waring, funció zeta d'Epstein, nombres de Bernoulli, combinatòria, teoria analítica de nombres, formes quadràtiques binàries, etc., publicant nombrosos articles en col·laboració.